# Murallas de Palmira
Las murallas de Palmira son una serie de fortificaciones protectoras que brindan una barrera aduanera, así como protección para Palmira de los invasores y beduinos . El proceso de desarrollo de las murallas se puede separar en tres etapas; las primeras datan del siglo I d. C. y la segunda etapa durante el reinado del emperador romano Aureliano en el siglo III. La tercera etapa fue una mejora de los muros aurelianos encargados por el emperador Diocleciano en el siglo IV. Las murallas anteriores a Aureliano no rodeaban toda la ciudad ni estaban diseñados para protegerla de la conquista, sino para proporcionar protección contra los merodeadores. Las de Aureliano y Diocleciano, aunque rodeaban un área más pequeña, proporcionaban un mayor grado de protección ya que cerraban completamente la ciudad. 

## Historia

### Las murallas delsigloI
Estas paredes fueron construidas en el siglo I d. C., pero no formaban un circuito alrededor de Palmira. No incluían torres protectoras, y rodeaban no solo las áreas residenciales, sino también los jardines del oasis que permitieron la existencia de Palmira. Muchas áreas donde las formaciones naturales proporcionaban protección no estaban fortificadas; Por ejemplo, el lado oeste de la ciudad, naturalmente protegido por las laderas de las montañas palmirenas, no estaba protegido por esas paredes. Estas primeras fortificaciones proporcionaban a la ciudad y su jardín protección contra las arenas del desierto sirio, mantenían a los bandidos beduinos alejados y permitían a la ciudad controlar las actividades comerciales.

### Las murallas de Aureliano

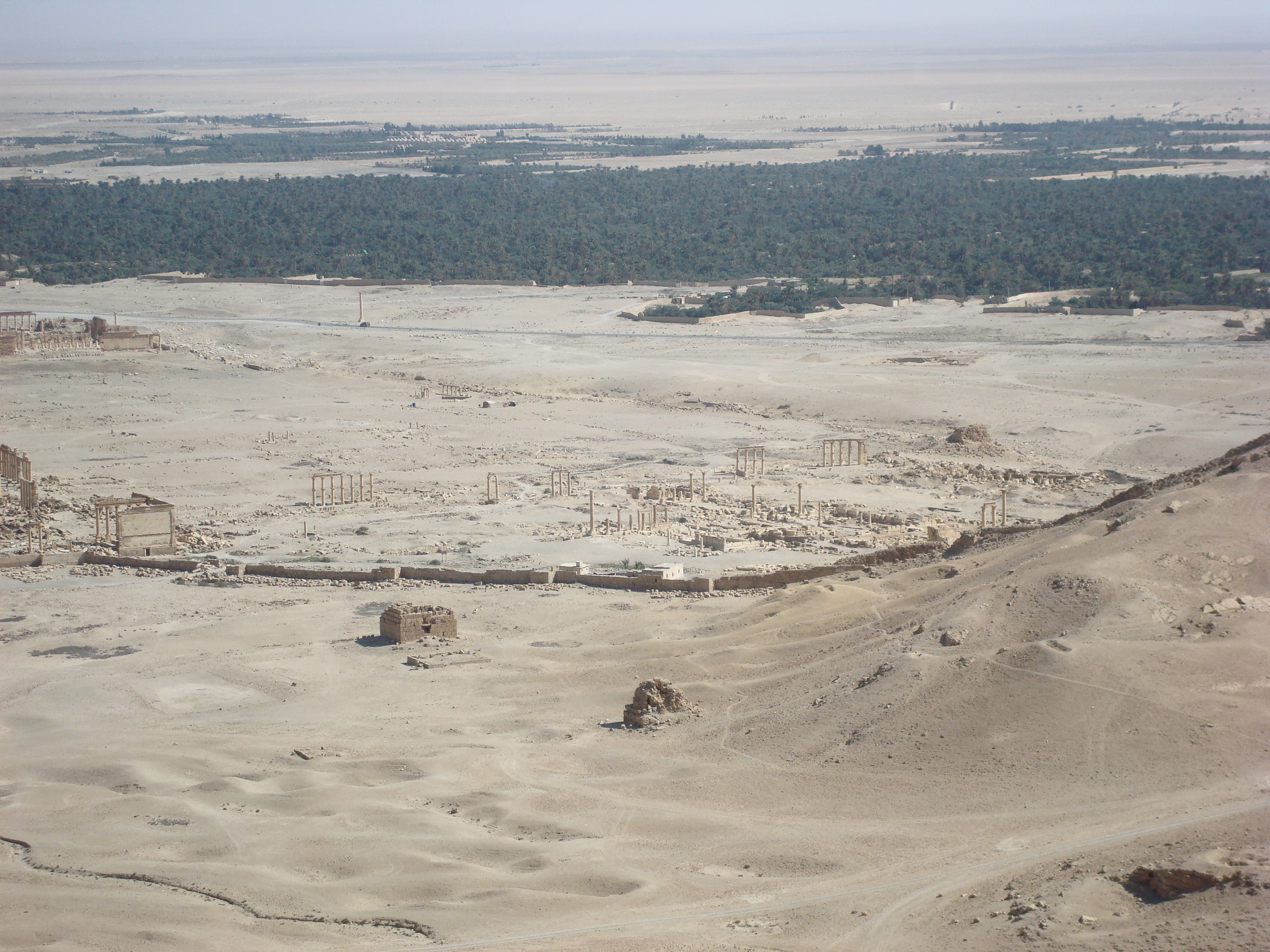
Vista general de la muralla de Aurelio, llamada muralla de Diocleciano

Bien conservadas, las murallas comúnmente conocidas como las de Diocleciano y atribuidas a su reinado, probablemente fueron construidas por el emperador Aureliano después del saqueo de la ciudad en 273. La idea de que Diocleciano construyó estos muros proviene del hecho de que su gobernador Sossianus Hierocles construyó el principia (sede de un fuerte romano) de Palmira. Sin embargo, la evidencia epigráfica y arqueológica sugiere que Aureliano instaló a la Legión I Illyricorum en la ciudad, y parece inverosímil que el emperador abandonara la ciudad sin protección. Las paredes de las estructuras de Sossianus Hierocles están claramente unidas a las murallas de la ciudad y no eran parte original de ellas; por lo tanto, las tradicionalmente llamadas "murallas de Diocleciano" datan de una época anterior al reinado de ese emperador. Los muros aurelianos dejaban la partes sur de la ciudad fuera de sus límites. Rodeaban el área que debían proteger e incluíann torres cuadradas.

### Las mejoras de Diocleciano
Las torres en forma de U, de diferentes materiales y técnicas de construcción, se pueden atribuir al reinado de Diocleciano. Los historiadores de principios del siglo XX, como Henri Seyrig y Denis Van Berchem, atribuyeron esas torres al reinado del emperador Justiniano en el siglo VI, según los escritos del historiador Procopio, quien afirmó que Justiniano fortaleció las defensas de la ciudad. Sin embargo, la mayoría de las otras torres romanas en forma de U en la región datan del siglo IV. El análisis comparativo de las torres en forma de U de Palmirene y estructuras similares de la región que datan claramente del siglo IV sugiere que esas defensas son obra de Diocleciano en lugar de Justiniano. La declaración de Procopio podría ser una exageración; esto no significa que Justiniano no haya restaurado los muros de la ciudad, pero no indica la construcción de nuevas murallas.

### Citas
1. ↑  Juchniewicz, 2013, p. 193.
2. 1 2  Southern, 2008, p. 142.
3. 1 2  Juchniewicz, 2013, p. 194.
4. ↑  Juchniewicz, Asʿad y al Hariri, 2010, p. 55.
5. 1 2 3  Juchniewicz, 2013, p. 195.
6. ↑  Juchniewicz, 2013, p. 196.